# FC Utrecht Topsportcentrum
Het FC Utrecht Topsportcentrum is vanaf de aanvang van het seizoen 2021/22 de trainingslocatie voor het eerste elftal van eredivisionist FC Utrecht. Het complex ligt in de Utrechtse wijk Overvecht, gelegen aan de Manitobadreef 4-8 (3565 CH Utrecht). De beoogde tijdelijke huisvesting is voor tien jaar tot medio 2032.

## Bouw en realisatie
Het complex is in samenwerking met Jan Snel, een organisatie op het gebied van (modulaire) bouw van tijdelijke gebouwen, in vier maanden tijd gebouwd en opgeleverd. De andere betrokken partners bestonden uit Trovium Projectrealisatie, RoosRos Architecten, Van den Pol Elektrotechniek, DAADT architectuur en Korendijk.

## Bijwonen training
Het is mogelijk om de trainingen van het eerste elftal van FC Utrecht bij te wonen. De trainingstijden worden wekelijks gepubliceerd op de website van de club. Voor bezoekers zijn geen verdere faciliteiten (toiletten of horeca) aanwezig. Daarnaast is de capaciteit beperkt. Parkeren is kosteloos.

## Faciliteiten
In totaal bestaat de accommodatie uit twee verdiepingen. De spelers van het eerste elftal van FC Utrecht hebben er onder andere de mogelijkheid om gebruik te maken van een sporthal, indoor sprinttrack, fitnessruimte en moderne welness. In de multifunctionele sporthal kunnen onder andere sporten als basketbal, voetvolley en padel worden gespeeld. De fitnessruimte is ingericht met actuele apparatuur omtrent het testen en meten van prestaties. De wellness is onder andere uitgerust met een floatation tank, een herstelbevorderend bad gevuld met zoutwater. Zo'n bad biedt verschillende voordelen ten opzichte van de sportprestaties. Zo staat één uur gebruik gelijk aan vijf uur slaap.

## Sportcomplex Zoudenbalch
Voor de overstap naar het FC Utrecht Topsportcentrum trainde het eerste elftal van de club samen met Jong FC Utrecht en de jeugdteams uit de FC Utrecht Academie op Sportcomplex Zoudenbalch. Door de algehele groei van de club werd dat sportcomplex echter te klein. Het eerste elftal wijkt daardoor tot medio 2032 uit naar het FC Utrecht Topsportcentrum, waardoor de jeugdelftallen gezamenlijk kunnen blijven trainen en voetballen. Sportcomplex Zoudenbalch wordt in de tussenliggende jaren verbouwd.
De Aftrap (ADO Den Haag) ·
De Toekomst (Ajax) ·
AFAS Trainingscomplex (AZ) ·
1908 (Feyenoord) ·
De Bezelhorst (De Graafschap) ·
Corpus den Hoorn (FC Groningen) ·
Sportpark Skoatterwâld (sc Heerenveen) ·
Erve Asito (Heracles Almelo) ·
De Gaard (NAC Breda) ·
De Eendracht (N.E.C.) ·
Stadioncomplex PEC Zwolle (PEC Zwolle) ·
PSV Campus De Herdgang (PSV) ·
Kaalheide (Roda JC) ·
FC Twente-trainingscentrum (FC Twente) ·
Sportcomplex Zoudenbalch & FC Utrecht Topsportcentrum (FC Utrecht) ·
Sportcentrum Papendal (Vitesse) ·
Sportcomplex Willem II (Willem II)